# 17-та зенітна дивізія (Третій Рейх)
17-та зенітна дивізія (Третій Рейх) (нім. 17. FlaK-Division) — зенітна дивізія Вермахту, що діяла протягом Другої світової війни у складі Повітряних сил Третього Рейху.

## Історія
17-та зенітна дивізія сформована 1 квітня 1942 року, а її штаб розгорнутий 1 травня 1942 року у Відеричі (Саксонія) під керівництвом оберста Карла Файта і перед закінченням формування було передислоковано на південь німецько-радянського фронту, де дивізію включили до 1-го зенітного корпусу 4-го повітряного флоту. На момент формування 17-та зенітна дивізія складалася з наступних сил:
- 4-й зенітний полк (до липня 1943)
- 12-й зенітний полк
- 42-й зенітний полк (до лютого 1943).

17-та зенітна дивізія брала участь у боях у районі Сталіно та на Ізюмському плацдармі, в результаті яких у травні 1942 року було захищено Харків. Після цього з'єднання разом зі своїми частинами ППО включили до військ групи армій «A», яка в ході літнього наступу 1942 року наступала в напрямку Ростова і Краснодара, й далі на Кавказ. Підрозділи дивізії залучалися окрім прикриття дій сухопутних військ вермахту також до наземних боїв. Згодом дивізія брала участь у обороні Кубанського плацдарму та в боях за Новоросійськ. У липні 1943 року їхні полки були дислоковані на Дніпрі в районі Кременчука. У ході ар'єргардних боїв з кінця 1943 року вся дивізія разом з 1-ю танковою армією до середини квітня 1944 року билася в битві під Кам'янець-Подільським, де більшість її частин і техніки були знищені Червоною армією.
Залишки 17-ї зенітної дивізії прорвалися з 1-ю танковою армією з мішку та були негайно відведені для відновлення боєздатності. У червні 1944 року штаб дивізії в Кракові підпорядковувався 6-му повітряному флоту (II зенітний корпус) і складався лише з шести оперативних важких і дев'яти середніх і легких зенітних батарей.
Однак влітку 1944 року 17-та зенітна дивізія знову передали 1-му зенітному корпусу.
20 січня 1945 року командний пункт з'єднання знову довелося передислокувати, цього разу в Охлау. Там штаб дивізії отримав завдання перебрати на себе керівництво протиповітряними силами, які брали участь в обороні фортеці Бреслау. До кінця війни дивізія була оперативно приписана до 4-ї танкової армії. У лютому 1945 року штаб дивізії з командним пунктом у Нойгофі керував протиповітряними силами в районі Бріг — Глогау, маючи в підпорядкуванні 44 важких, 22 середніх і одну легку зенітну батареї.

## Райони бойових дій
- Німеччина (квітень — травень 1942);
- Східний фронт (південний напрямок) (травень 1942 — грудень 1944);
- Польща (грудень 1944 — лютий 1945);
- Німеччина (лютий — травень 1945).

## Командування

### Командири
- генерал-лейтенант Карл Файт (1 квітня 1942 — 14 березня 1944);
- оберст Ганс Зімон (15 березня — 14 квітня 1944);
- генерал-лейтенант Карл Файт (15 квітня — 20 травня 1944);
- генерал-майор Вільгельм Кеппен (7 червня 1944 — 8 травня 1945).

### Підпорядкованість
| Час      | Корпус        | Командування/Флот   | Штаб             |
| -------- | ------------- | ------------------- | ---------------- |
| 1942     |               |                     |                  |
| 1 травня | —             |                     | Лейпциг          |
| травень  | I корпус ППО  | 4-й повітряний флот | Сталіно          |
| 1943     |               |                     |                  |
| 1 січня  | I корпус ППО  | 4-й повітряний флот | Кавказ           |
| 1944     |               |                     |                  |
| 1 січня  | I корпус ППО  | 4-й повітряний флот | Південна Україна |
| червень  | II корпус ППО | 6-й повітряний флот | Краків           |
| липень   | I корпус ППО  | 6-й повітряний флот | Бреслау          |
| 1945     |               |                     |                  |
| 1 січня  | I корпус ППО  | 6-й повітряний флот | Сілезія/Судети   |

### Склад
| 1 червня 1942      | 31 серпня 1942     | 1 листопада 1943    | 1 травня 1944       |
| ------------------ | ------------------ | ------------------- | ------------------- |
| 4-й зенітний полк  | 4-й зенітний полк  | —                   | —                   |
| —                  | —                  | —                   | 7-й зенітний полк   |
| 12-й зенітний полк | —                  | 12-й зенітний полк  | —                   |
| —                  | —                  | 17-й зенітний полк  | 17-й зенітний полк  |
| 42-й зенітний полк | 42-й зенітний полк | —                   | —                   |
| —                  | —                  | —                   | 48-й зенітний полк  |
| —                  | —                  | 104-й зенітний полк | —                   |
| —                  | —                  | —                   | 133-й зенітний полк |
| —                  | —                  | —                   | 153-й зенітний полк |